# Jaromír Šimr
Jaromír Šimr (* 31. Januar 1979 in Pilsen) ist ein tschechischer Fußballspieler.

## Karriere
Šimr begann mit dem Fußballspielen bei FC Viktoria Pilsen. 1995 fiel der Mittelfeldspieler bei der U-16-Europameisterschaft den Talentsuchern von Feyenoord Rotterdam auf und wurde vom holländischen Spitzenverein verpflichtet. 
In die Profimannschaft Feyenoords schaffte es Šimr, der in Holland nur als Jarda Šimr bekannt ist, jedoch nie. 1999 wurde er an den RKC Waalwijk ausgeliehen, wechselte nach nur einem Monat erneut auf Leihbasis zu Excelsior Rotterdam in die niederländische 2. Liga. Dort konnte er sich auf Anhieb einen Stammplatz erkämpfen. In der ersten Saison schoss er in 28 Spielen drei Tore, im zweiten Spieljahr gelangen ihm 17 Treffer in 33 Spielen, wodurch es Excelsior in die Play-offs schaffte. 
Im Sommer 2001 wurde Šimr für über 1,5 Millionen Euro vom Erstdivisionär NEC Nijmegen verpflichtet und spielte dort regelmäßig. Die Saison 2004/05 begann auch aufgrund von Verletzungen wenig erfolgreich und wurde ein halbes Jahr vor Ablauf seines Vertrags an den polnischen Erstligisten Amica Wronki verkauft. Dort machte er in anderthalb Jahren 35 Spiele, ehe er im Sommer 2006 zu seinem ehemaligen Verein Excelsior Rotterdam diesmal in die Eredivisie, zurückkehrte. Ende September 2007 unterzeichnete er einen Zweijahresvertrag bei seinem Jugendverein Viktoria Pilsen. Mittlerweile spielt er beim unterklassigen FC Spartak Chrást.